# Cornelius Bushnell
Cornelius Scranton Bushnell (ur. 18 lipca 1828 w Madison, zm. 6 maja 1896 w Nowym Jorku) – amerykański przedsiębiorca, działający głównie w branży kolejowej i okrętowej, zaangażowany w program budowy okrętów dla Unii podczas  wojny secesyjnej.

## Życiorys
Cornelius Scranton Bushnell urodził się 18 lipca 1828 r. w Madison. Pochodził ze starej rodziny, przybyłej z Anglii i osiadłej w Connecticut od 8 pokoleń, jego ojcem był Nathan Bushnell II. W wieku 15 lat rozpoczął pływanie na statku kabotażowym u wybrzeży Nowej Anglii i w ciągu roku został już kapitanem 60-tonowego szkunera. Podczas żeglugi uzbierał na dom w New Haven, gdzie mieszkał do końca życia. W 1848 roku utworzył z bratem Nathanem spółkę Bushnell & Company w New Haven, która stała się następnie największym hurtowym dostawcą artykułów spożywczych w stanie.
Bushnell zajął się następnie działalnością kolejową i w 1858 roku zainwestował w upadającą linię kolejową New Haven & New London Railroad (Shore Line Railroad). Do 1860 roku linia została przedłużona do Stonington, przez co uzyskała połączenie z Nowym Jorkiem. Zaczęła wówczas konkurować z linią New York & New Haven  Railroad Company. Dzięki skutecznemu lobbingowi Bushnella w Kongresie, linia uzyskała koncesję na przewóz poczty, co poprawiło jej wyniki finansowe. W 1861 roku Bushnell został prezesem tej linii, która połączyła Boston i Nowy Jork. Był następnie jednym z głównych organizatorów kolei Union Pacific Railroad, aż do rozpoczęcia przez nią działalności.
W chwili wybuchu wojny secesyjnej w kwietniu 1861 roku Bushnell przebywał w interesach w Waszyngtonie. Na krótko, od 13 kwietnia do 4 maja służył ochotniczo w batalionie Clay, stanowiącym pierwszą ochronę budynków publicznych miasta, do czasu przybycia wojska. Zaangażował się następnie w program budowy okrętów pancernych dla marynarki Unii. W porozumieniu z sekretarzem do spraw marynarki Gideonem Wellesem przeforsował w Kongresie ustawę o powołaniu komitetu do spraw budowy okrętów pancernych i przeznaczeniu na ten cel kwoty półtora miliona dolarów. Jednocześnie przygotował na konkurs projekt kanonierki pancernej „Galena”, który został 16 września 1861 roku wybrany do realizacji wraz z dwoma innymi projektami, a Bushnell otrzymał kontrakt na jego budowę. „Galena” w praktyce okazała się nieudana, ale Bushnell odegrał bardziej doniosłą rolę dla amerykańskiego programu budowy okrętów, gdy na początku września, poszukując konsultacji w sprawie „Galeny”, poznał wynalazcę Johna Ericssona, który przedstawił mu swój awangardowy projekt okrętu „Monitor”. Projekt ten wywarł na nim takie wrażenie, że Bushnell przekonał Ericssona do jego zgłoszenia na konkurs i osobiście zaangażował się w jego promowanie w komitecie do spraw okrętów pancernych, a także u prezydenta Lincolna, pomimo że stanowił potencjalną konkurencję dla jego propozycji. Okręt został zamówiony, a Bushnell wziął udział w ¼ w finansowaniu jego budowy, przed uzyskaniem pokrycia rządowego. „Monitor” okazał się sukcesem i wywarł decydujący wpływ na amerykańskie budownictwo okrętowe okresu wojny i bezpośrednio późniejsze. Bushnell otworzył także własną stocznię w Fair Haven (obecnie część New Haven).
W 1862 roku Bushnell został wybrany do legislatury stanu Connecticut. 
Od 1863 roku Bushnell stał się jednym z organizatorów i głównym początkowym udziałowcem kolei Pacific Railroad. 
Po wojnie Bushnell zajmował się między innymi takimi przedsięwzięciami, jak budowa mostów i kopalnie. W 1864 roku zakupił złoża rudonośne Iron Ridge w Wisconsin, budując tam następnie zakład wytopu żelaza, po czym po pewnym czasie sprzedając przedsięwzięcie z zyskiem. Kupił też kopalnię ołowiu i srebra Winnemuck w Bingham w Utah, którą również korzystnie odsprzedał. Zainwestował później w atlantycką odnogę kolei Southern Pacific Railroad Company, która jednakże po krachu finansowym w 1873 roku okazała się fiaskiem, powodując znaczne straty.
W życiu prywatnym, 19 lipca 1849 roku poślubił Emilie Fowler Clark (1829-1869). 15 marca 1870 roku ożenił się ponownie z wdową Caroline Mary Hughston (1835-1887). 25 czerwca 1889 r. ożenił się po raz trzeci z panią Ford. Miał dziewięciu synów i córkę, wszystkie dzieci z pierwszego związku.
W 1906 roku w New Haven odsłonięto pomnik Corneliusa Bushnella, ufundowany ze środków prywatnych i stanowych.